# David Teniers III

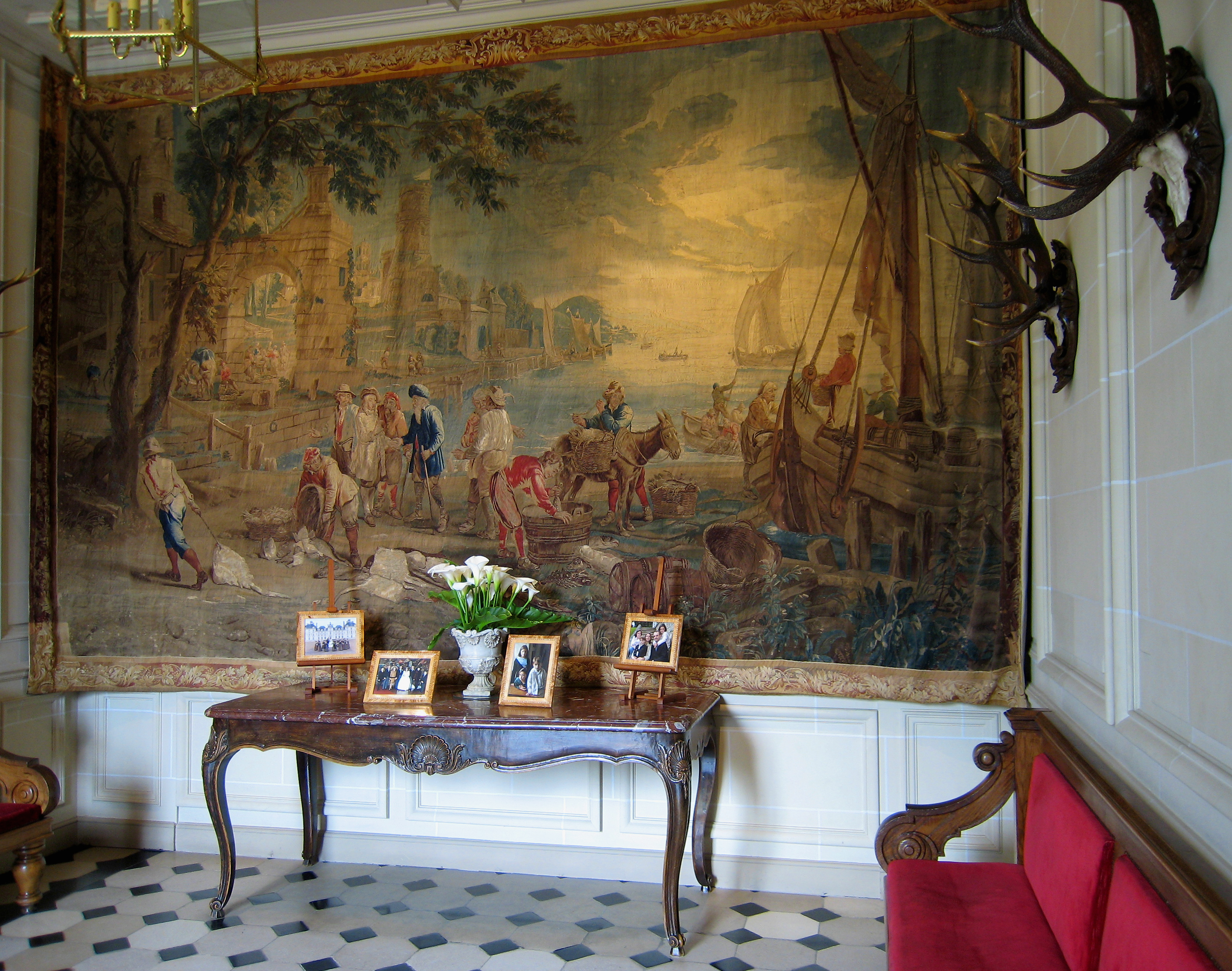
Terugkeer van de vissers (Kasteel van Cheverny)

David Teniers III (Antwerpen, gedoopt 10 juli 1638 – Brussel 2 oktober 1685) was een Zuid-Nederlands kunstschilder. Hij schilderde in de stijl van zijn vader en was gespecialiseerd in het ontwerpen van kartons voor wandtapijten.

## Leven
Hij was het oudste kind van David Teniers de Jonge en Anna Brueghel. Zijn grootvader David Teniers I en Helena Fourment hielden hem ten doop.
Teniers III trouwde met Anna Maria Bonnarens op 4 april 1671 en zij kregen vijf kinderen. De oudste, David Teniers (IV) (1672–1731), blijkt de vierde kunstschilder op rij geweest te zijn met die naam. Het gezin verhuisde naar Brussel rond 1675.